# Лев Лагорио
Лев Феликсович Лагорио е руски живописец-пейзажист, маринист. Участник като военен кореспондент в Руско-турската война (1877 – 1878)

## Биография
Лев Лагорио е роден на 9 декември 1826 г. във Феодосия, Таврическа губерния в семейството на италианеца Феликс Лагорио - генерал в армията на Наполеон Бонапарт, която нахлува в Русия през 1812 г. След поражението се жени за рускиня и се установява във Феодосия. Занимава се с производството на хляб и е консул във Феодосия на Кралството на двете Сицилии.
Започва да рисува на десетгодишна възраст. Учи при художника Иван Айвазовски. Със съдействието на губернатора на Таврическа губерния Александър Казначеев постъпва в Санктпетербургската художествена академия (1843). Негови учители са Александър Зауервейд, Максим Воробьов и Богдан Вилевалд. Увлича се от темата за морето. За етюдите от Виборг е награден с големия сребърен и малкия златен медал на Художествената академия (1848-1849).
За картината „Изглед от блатата на Лисия нос“ получава големия златен медал и правото за обучение в чужбина. Завършва академия със званието художник първа степен (1850).
Приема руско поданство през 1852 г. Командирован е в Кавказ и създава серия от картини на планинска тема и от Черно и Каспийско море.
Обучението в чужбина се осъществява в Италия и Франция, където създава над 30 пейзажа (1853-1860). За картините „Изглед от Капо ди Монте в Соренто“, „Фонтанът на Ханибал“ и „Понтийските блата“ е избран за професор на Художествената академия.
Живее в Санкт Петербург от 1860 г. Работи в Кавказ, Кримския полуостров и Османската империя.
Участва в Кавказката война (1859-1864) и е награден с орден „Света Ана“ III степен с мечове.
Участва в Руско-турската война (1877 – 1878) като военен кореспондент.
Получава поръчка за рисуване на батални картини от войната (1882). Посещава местата на битките в България и Кавказ. Известни негови работи са „Превземането на крепостта и града Ловеч на 22 август 1877 г.“ и „Отблъскването на щурма на крепостта на Баязет на 28 юни 1877 г.“ (1891). Живописта му се отличава с реалистичност и наблюдателност, композиционна подреденост, поетичност и лиричност. Палитрата е изразителна и разнообразна по тоналност
Подрежда свои самостоятелни изложби. Почетен член е на Санктпетербургската художествена академия от 1900 г.
Умира на 9 декември 1905 г. в Санкт Петербург. Организирана е посмъртна изложба, на която са подредени 961 негови картини и етюди.

## Галерия
- „Изглед към Лахта в околностите на Петербург“, 1850.
- „Изглед към Нева и Петропавловската крайбрежна улица с лятната вила на Петър I“, 1859.
- „Северен пейзаж“, 1872.
- „В планините на Кавказ“, 1879.
- „Батуми“, 1881.
- „Императорската яхта „Държава“, 1886.
- „Скалите Дива и Монах“, 1890.
- „Кримски пейзаж“, 1891.
- „Седловина в Кавказ“, 1893.
- „Хижата на острова“, 1895.
- „Ветроход в морето“, 1898.
- „Морски пейзаж“, 1897.
- „Лунна нощ на Нева“, 1898.